# 派河
派河是位于中国安徽省合肥市肥西县境内的一条河流，全长60公里，发源于该县枣林岗，向东南经过县城上派镇，最后注入巢湖。